# Kalkflagellater
Kalkflagellater (eller coccolithophorider) er en stilkalge.
Fytoplankton og nanoplankton; encellede havlevende organismer i størrelsen 15-100 mikrometer med en overflade af kokkolitter, kalkplader i størrelsen 2-25 mikrometer. Fortidige kalkflagellaters kokkoliter udgør en stor del af kridtet i Danmarks undergrund.

## Eksterne links
- Cocco Express — Coccolithophorids Expressed Sequence Tags (EST) & Microarray Database
- University of California, Berkeley. Museum of Paleontology: "Introduction to the Prymnesiophyta".
- The Paleontology Portal: Calcareous Nanoplankton Arkiveret 23. januar 2021 hos  Wayback Machine
- What is a Coccolithophore? Arkiveret 16. maj 2008 hos  Wayback Machine
- Emiliania huxleyi Home Page
- BOOM — Biodiversity of Open Ocean Microcalcifiers Arkiveret 26. januar 2009 hos  Wayback Machine
- INA — International Nannoplankton Association
- Nannotax Arkiveret 9. april 2012 hos  Wayback Machine – illustrated guide to Neogene coccolithophores and other nannofossils.